# Pausanias (athenienser)
 For alternative betydninger, se Pausanias. (Se også artikler, som begynder med Pausanias)
Pausanias en athenienser fra Deme Kerameis, var elsker til tragediedigteren Agathon. Han optræder i to af Platons sokratiske dialoger, Symposion og Protagoras, samt i Xenofons Symposion.